# Anavirga laxa
Anavirga laxa är en svampart som beskrevs av B. Sutton 1975. Anavirga laxa ingår i släktet Anavirga och familjen Vibrisseaceae.   Inga underarter finns listade i Catalogue of Life.